# براتيكشا لونكار
براتيكشا لونكار هي ممثلة هندية، ولدت في 12 يونيو 1968 في الهند.

## وصلات خارجية
- براتيكشا لونكار على موقع IMDb (الإنجليزية)
- براتيكشا لونكار على موقع قاعدة بيانات الفيلم (الإنجليزية)